# Nonbes
Nonbes is een bestuurslaag in het regentschap Kupang van de provincie Oost-Nusa Tenggara, Indonesië. Nonbes telt 3165 inwoners (volkstelling 2010).